# Züschen (Winterberg)
Züschen ist ein Stadtteil von Winterberg im Hochsauerlandkreis. Die durch den Wintersport bekannte Ortschaft hat knapp 1600 Einwohner.

## Geografie
Züschen liegt im nordöstlichen Rothaargebirge rund 7 km südöstlich von Winterberg und knapp 7 km nordwestlich von Hallenberg. Es breitet sich zwischen 450 und 816 m Höhe im Tal der Nuhne (ein Eder-Zufluss) aus, die in Züschen durch den Zusammenlauf von Sonneborn und Ahre entsteht. Durch den Ort verläuft die B 236.

## Geschichte

### Ortsname
Der Ortsname Züschen leitet sich von dem Wort zwischen ab, weil das Dorf zwischen den Flüssen Sonneborn und Ahre erbaut wurde.

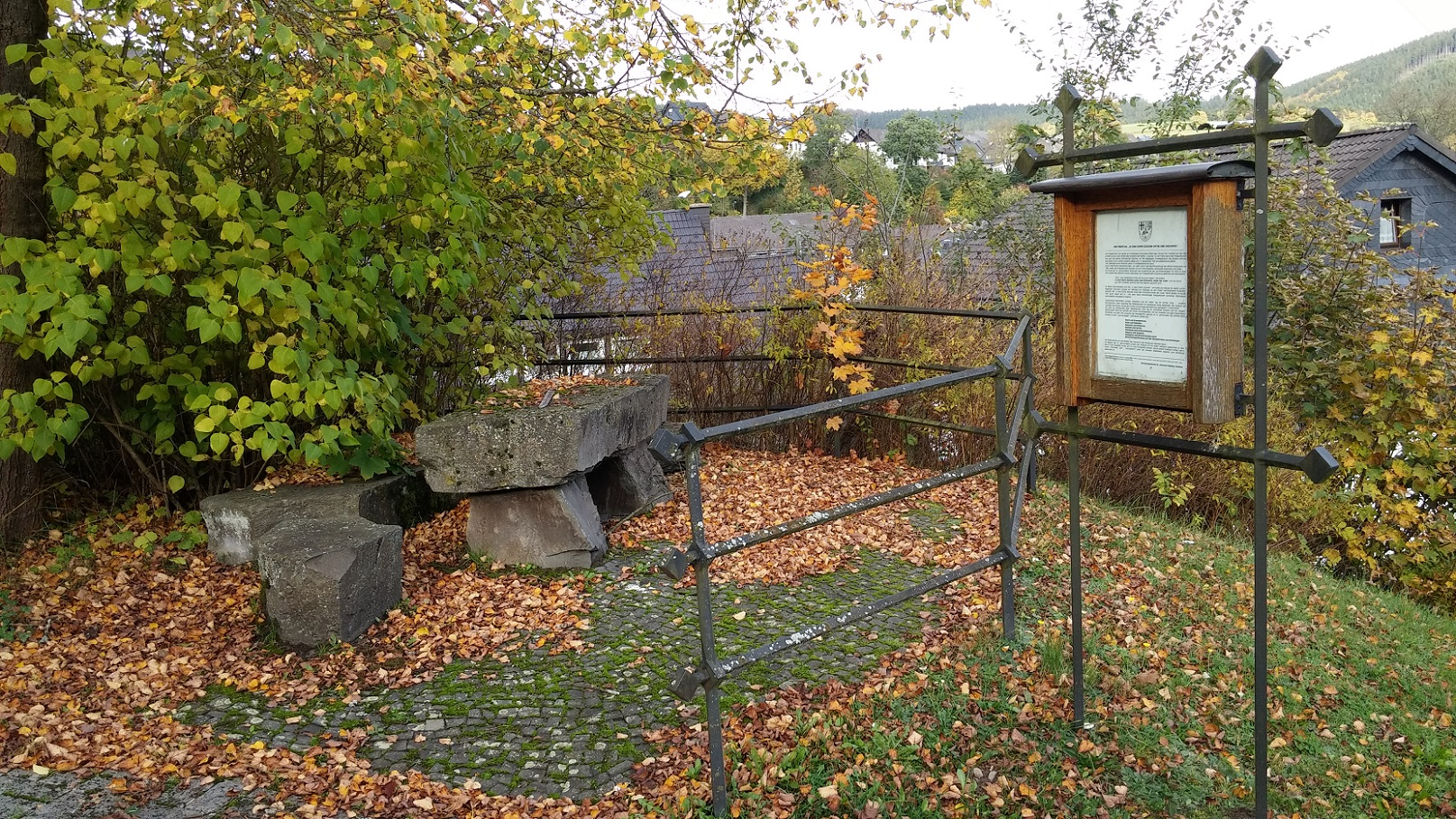
Züschen Freistuhl

### Frühe Geschichte
Züschen entstand wie viele sauerländische Dörfer vermutlich im 9. Jahrhundert. Die soweit bekannt erste nachweisliche urkundliche Erwähnung datiert von 1243. Von 1353 bis 1574 lässt sich im Bereich von Züschen die Freigrafschaft Züschenau nachweisen. Dessen Vorsitz hatte ein Freigraf. Das Gericht tagte am Freistuhl Siebenahorn. Heutige Flurnamen wie Freier Stuhl oder Böses Holz zeugen noch heute von der damaligen Gerichtsstätte. Hingegen verweisen Namen wie Zwistberg (Streitberg) auf die ehemals umstrittene Grenze zur Grafschaft Wittgenstein.
Von 1855 bis 1857 wurde auf der Ebenau die katholische Kirche Sankt Johannes Baptist neu errichtet. Das wohl älteste Haus im Ort, das Haus Schniedes, wurde 1921 abgerissen. Neben dem Museum Borg’s Scheune wurde 1989 ein mittelalterlicher Brunnen entdeckt.

### Züscher Soldaten im Ersten Weltkrieg
Rund 180 Züscher Soldaten wurden im Ersten Weltkrieg (1914–1918) eingesetzt, 31 von ihnen fielen. 1905 hatte Züschen 729 Einwohner, 1925 waren es 1060.
Als im August 1914 der Krieg gegen Russland begann, wurde die zuständige Brigade mit der Aufstellung eines Reserve-Infanterie-Regimentes (RIR 81) beauftragt. Viele andere Züscher kamen in den „Nachbar“-Einheiten innerhalb des XVIII. Armeekorps bzw. XVIII. Reserve-Armeekorps unter.

### Züschen im Zweiten Weltkrieg
Im Zweiten Weltkrieg fielen 62 Züscher als Soldaten, davon die meisten an der Ostfront, oder starben in Gefangenschaft.
Im März 1945 wurden im Ort in den Kellern Abstützungen angebracht und Stollen in die Talhänge getrieben, da man Erdkämpfe befürchtete wegen der US-Truppen, die näher rückten. Auf Befehl der Parteileitung der NSDAP wurden Panzersperren errichtet. Am 29. März zogen Wehrmachtsoldaten auf der Flucht vor den in Hallenberg eingerückten US-Soldaten ab. US-Panzer fuhren bis zur Panzersperre aus Richtung Hallenberg und zogen sich zurück. Zu diesem Zeitpunkt wehten an vielen Häusern bereits weiße Fahnen. Nun erst wurde die Panzersperre besetzt und verstärkt. Die weißen Fahnen mussten eingeholt werden. Ein Beauftragter des Gauleiters rief den Volkssturm auf, aber die Männer waren bereits in die Wälder geflüchtet. Aus Winterberg rollten neun Sturmgeschütze mit Teilen der 22. SS-Panzer-Lehrdivision heran. Bei nächtlichen Kämpfen fanden 22 Deutsche den Tod. Am 31. März floh die weitere Bevölkerung in die Wälder. Nun begann Beschuss durch US-Artillerie und viele Häuser wurden beschädigt. US-Infanterie umging das Tal und gleichzeitig griffen Panzer die Sperre an. Am 2. April konnten US-Soldaten den Rest des Dorfes erobern. Kurzzeitig wurden die Amerikaner von Belgiern abgelöst, bis Briten das Dorf besetzten.

### Züschen nach 1945
Züschen war bis 1974 eine eigenständige Gemeinde im Amt Hallenberg, bis es am 1. Januar 1975 zur Stadt Winterberg kam. Der letzte Bürgermeister von Züschen war Karl-Josef Stockhausen. Im ehemaligen Rathaus von Züschen befinden sich nun das Touristikamt und das Haus des Gastes. 1983 war Züschen Bundessieger (Gold) im Wettbewerb Unser Dorf soll schöner werden (heute Unser Dorf hat Zukunft; siehe Liste der Sieger im Bundeswettbewerb Unser Dorf hat Zukunft).

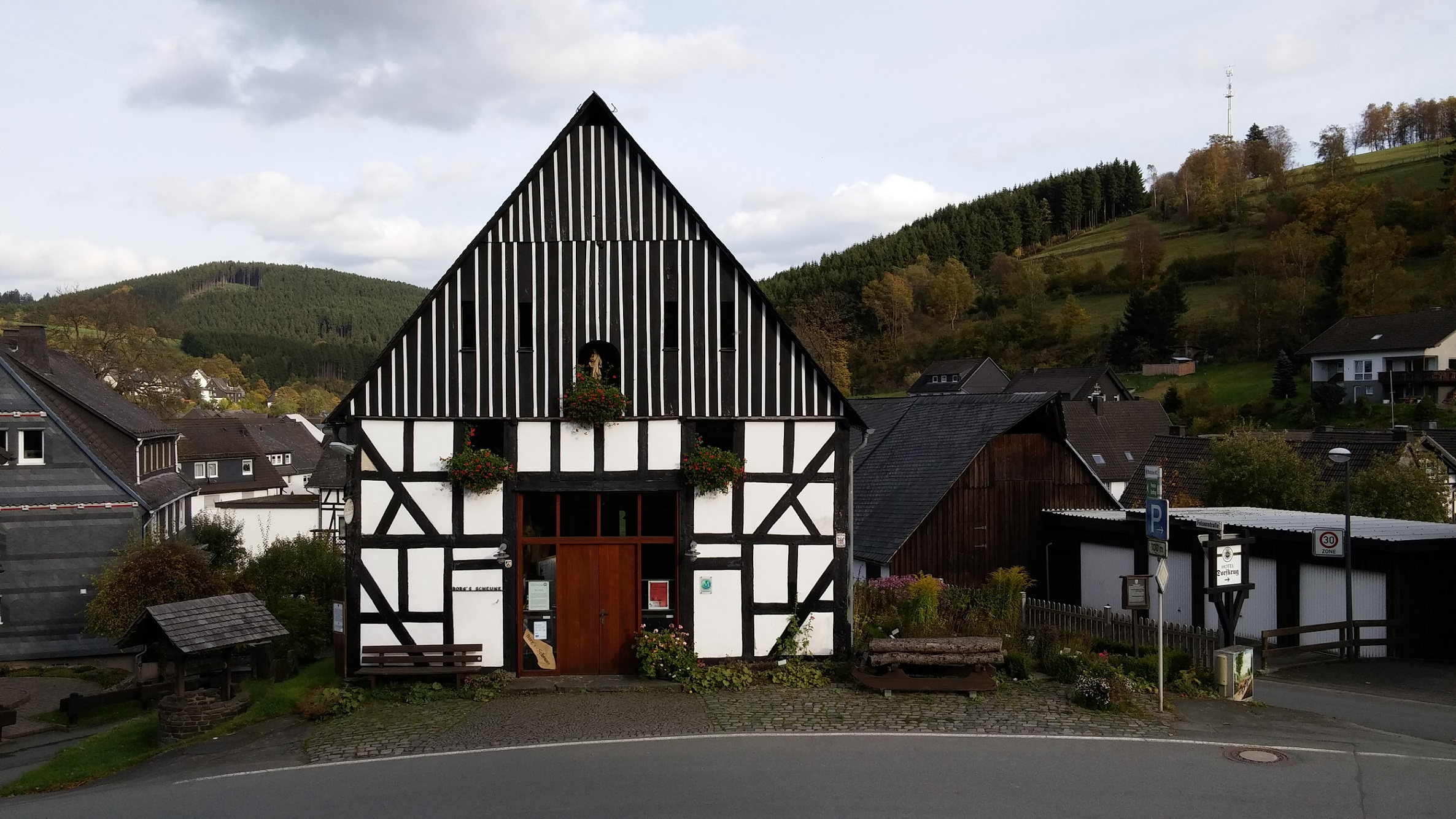
Museum Borg’s Scheune in Züschen/Winterberg

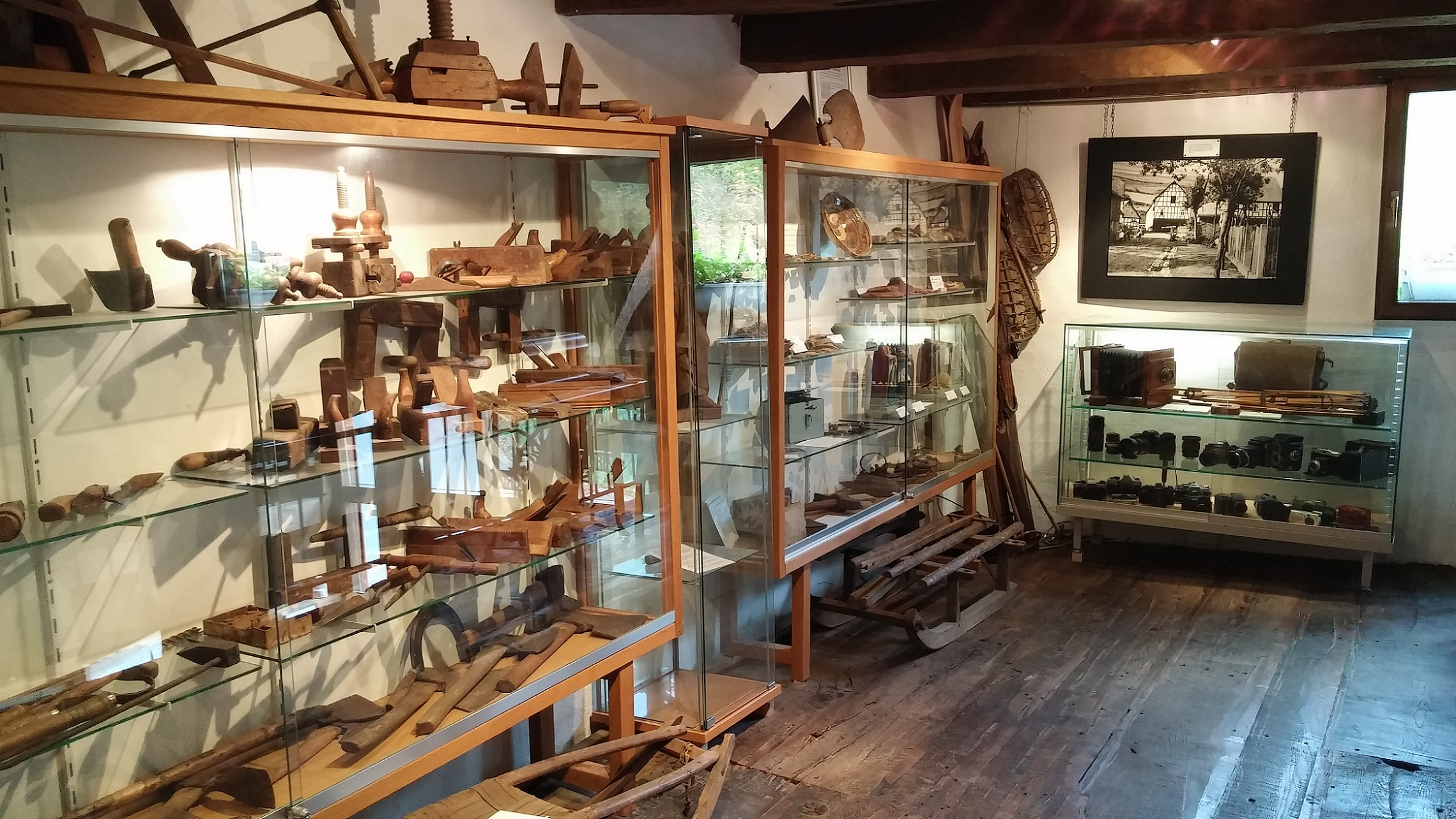
Museum Borg’s Scheune in Züschen/Winterberg

## Kultur und Sehenswürdigkeiten
- Borg’s Scheune ist ein zweigeschossiges Fachwerkgiebelhaus aus dem 18. Jahrhundert. Als „Ort mit Geschichte und Gegenwart“ dient es unterschiedlichen kulturellen Veranstaltungen: Begegnungen der Dorfgemeinschaft, Kleinkunstveranstaltungen, Ausstellungen, Figurentheater und Autorenlesungen.[7]

### Musik
- Musikverein Züschen 1910
- Der Spielmannszug Züschen wurde 1906 gegründet.
- Spielleute Federschrey, mittelalterliche Musikgruppe

### Vereine, Interessengruppen, Clubs
- TUS Züschen 1931
- Freiwillige Feuerwehr Züschen
- St. Hubertus-Schützenbruderschaft Züschen
- Züschener Böllerrätze (Böllerschützen)
- MGV Sangesfreunde Züschen und seine gemischte Chorabteilung
- BVB – Fanclub Holteböcke – Züschen
- Verkehrs- und Heimatverein
- SGV, Sauerländischer Gebirgsverein, Abteilung Züschen
- Kolpingsfamilie Züschen
- Kolpingjugend Züschen
- Skiclub Züschen
- Förderverein für Kultur, Denkmalpflege und Naturschutz in der Gemeinde Züschen
- Züscher Landfrauen
- Musikverein Züschen 1910
- Spielmannszug Züschen 1906
- MSC Züschen
- Gardeverein TUS Züschen

## Wirtschaft und Verkehr
Wirtschaft: In Züschen befand sich bis zum Jahre 2019 eine Firma (Küster ACS GmbH), die unter anderem 70 % des weltweiten Bedarfs an Schiebedachzügen herstellt. Außerdem existieren im Dorf mehrere Geschäfte, eine Tankstelle sowie Hotels, Pensionen und Gastronomiebetriebe. Des Weiteren existieren eine Schreinerei und eine Spedition. Bis in die 1970er Jahre war die Ortschaft stark landwirtschaftlich geprägt. Der Fremdenverkehr im Winter hat mittlerweile eine bedeutende Form im Dorf bekommen. Auch gibt es in dem Ort ein Sägewerk  Ante-Holz einer der größten Sägewerkbetriebe Europas, der außer seinem Stammwerk in Allendorf (ehemals Bromskirchen) auch Werke in Rottleberode und Polen betreibt. Mit der Firma JOLA-Johann Lange GmbH, ist in Züschen auch ein Betrieb für Zerspanungstechnik im Bereich Holz und Kunststoff ansässig.
Wintersport: Nordöstlich der Ziegenhelle (815,5 m ü. NN) befindet sich das Wintersportgebiet Snow World Züschen, und nördlich des Hackelbergs (690 m) befinden sich eine kleine und zwei große Sprungschanzen, die aber nicht mehr benutzt werden und außerdem total verwildert sind, so dass sie nur noch schwer zu entdecken sind. Der Bereich um die Schanze im „Täler“ wurde 2007 von Mitgliedern des Ski-Clubs wieder gerodet und diese wieder sichtbar gemacht.
Verkehr: Der Bahnhof Züschen lag an der Bahnstrecke Nuttlar–Frankenberg. Der Personenverkehr zwischen Winterberg (Westf) und Allendorf (Eder) wurde am 14. November 1966 eingestellt. Inzwischen ist dieser Abschnitt stillgelegt.

## Beschreibung des Wappens
Auf dem Wappen von Züschen sind oben rechts und links zwei kleinere Wappen abgebildet. Das linke Wappen zeigt ein schwarzes Kreuz auf weißem Hintergrund; außerdem ist in seiner rechten Hälfte ein rotes Schwert abgebildet. Das schwarze Kreuz ist das Wappen des ehemaligen Kurfürstentums Köln, zu dem Züschen jahrhundertelang als Teil des kurkölnischen Sauerlandes gehörte. Das rote Schwert erinnert an das Femegericht. Das rechte kleine Wappen ist das Wappen derer von Winter, ehemaliger Freigrafen von Züschen. Es ist in zwei Hälften aufgeteilt: In der linken Hälfte sehen wir drei schwarze Tränen, die für das damalige Kurköln stehen, die rechte Hälfte ist schwarz-gelb kariert (diese Farben stehen für Sachsen), da Züschen damals direkt auf der kurkölnisch-sächsischen Grenze lag, weshalb es auch Sonderrechte erhielt und eine neutrale und unabhängige freie Grafschaft (Freigrafschaft) bildete. Unter diesen beiden kleinen Wappen sehen wir die Pfarrkirche Sankt-Johannes-Baptist, welche das Haupt-Wahrzeichen von Züschen ist. Direkt unten links neben ihr sehen wir Borg’s Scheune, die ebenfalls ein Wahrzeichen von Züschen ist. Neben den beiden Gebäuden sehen wir links die Ahre und rechts den Sonneborn, die sich unten in der Mitte des Wappens unter einem roten Wasserrad (Wasserkraft hatte seit dem Mittelalter eine starke wirtschaftliche Bedeutung für Züschen) zur Nuhne vereinen. Der Hintergrund des Wappens ist dunkelgrün.
Bei diesem Wappen handelt es sich um kein amtliches Wappen.